# Pedipartia gracilis
Pedipartia gracilis är en hjuldjursart som först beskrevs av Myers 1936.  Pedipartia gracilis ingår i släktet Pedipartia och familjen Dicranophoridae. Inga underarter finns listade i Catalogue of Life.